# 撃滅の歌
『撃滅の歌』（げきめつのうた）は、第二次世界大戦末期の1945年3月に公開された日本のドラマ映画。
佐々木康監督の作品で、出演は高峰三枝子、轟夕起子、月丘夢路、藤原義江、増田順二、笠智衆など。
音楽学校で同窓生だった3人の女学生たちが、卒業後、戦時下でそれぞれの人生を送る様子を描きながら、音楽を通しての戦意高揚を狙った国策映画である。
本作は、『米英撃滅の歌』として1944年10月の公開が新聞紙上などで予告されていた。また、挿入歌とされた野口米次郎作詞、山田耕筰作曲の楽曲「米英撃滅の歌」のレコードは1944年のうちにリリースされた。

## あらすじ
昭和14年度に音楽学校を卒業した同窓生の3人の娘たちは、生まれ育ちも、性格も、卒業後の進路も異なっていた。千鶴はジャズを志して上海へ渡り、弓子は作曲家と結婚して藤原歌劇団に入り、美穂は郷里で音楽教師となった。しかし、日米開戦の日、3人は卒業以来の再会を果たすことになる。...

## キャスト
- 高峰三枝子 - 桜井千鶴
- 轟夕起子 - 堀越弓子
- 月丘夢路 - 下田美穂
- 藤原義江 - 本人役、藤原歌劇団の指導者
- 増田順二 - 小牧、作曲家、弓子の夫
- 笠智衆 - 河上耕造